# Tiffert N'Ait Hamza
Tiffert N'Ait Hamza  (in arabo تيفرت نايت حمزة‎?) è un centro abitato e comune rurale del Marocco situato nella provincia di Azilal, regione di Béni Mellal-Khénifra. Conta una popolazione di 3 499 abitanti (censimento 2014).